# Kino Iluzjon
Iluzjon – Muzeum Sztuki Filmowej – kino studyjne znajdujące się przy ulicy Narbutta 50a w Warszawie, należące do Filmoteki Narodowej-Instytutu Audiowizualnego. Repertuar obejmuje filmy należące do klasyki filmowej, festiwale, przeglądy i pokazy specjalne.

## Opis
Początki działalności sięgają drugiej połowy lat 50. XX wieku. Iluzjon kilkakrotnie zmieniał siedzibę. Projekcje odbywały się w kinie Kultura, w budynku Urzędu Rady Ministrów przy alei Szucha (wtedy al. I Armii Wojska Polskiego), w kinie Aurora (ul. Kredytowa), w sali „Pod Kopułą“ w budynku Państwowej Komisji Planowania Gospodarczego przy placu Trzech Krzyży 3/5, w kinie Polonia i w kinie Śląsk. Od lutego 1997 r. kino Iluzjon mieści się w budynku dawnego kina Stolica przy ul. Narbutta 50a, otwartego 1 maja 1949.
Z powodu konieczności przeprowadzenia generalnego remontu budynku, od stycznia 2009 r. kino Iluzjon tymczasowo, do momentu oddania budynku przy ul. Narbutta, wznowiło działalność w audytorium im. Stefana Dembego w Bibliotece Narodowej przy al. Niepodległości 213. Z Biblioteką Narodową podpisało umowę na 3 lata. Filmoteka Narodowa rozpoczęła remont kina w maju 2011 roku. Inwestycja zakładała przekształcenie kina jednosalowego w obiekt wielofunkcyjny. W listopadzie 2012 roku kino Iluzjon wznowiło swoją działalność przy ul. Narbutta 50a w nowo odremontowanym budynku.
Burzliwym losom kina wielokrotnie towarzyszyło wsparcie ze strony społeczeństwa. Kiedy w 1996 r. Filmoteka musiała opuścić budynek kina Śląsk, warszawskimi ulicami przemaszerowała manifestacja kilkuset studentów Uniwersytetu Warszawskiego, domagających się odwołania tej decyzji. Podczas wakacji 2008 r. w Internecie zamieszczona została petycja w obronie kina wobec groźby jego zamknięcia. W ciągu miesiąca od jej uruchomienia zebrano ponad 11 tys. podpisów wspierających podtrzymanie istnienia placówki. W dyskusję na temat Iluzjonu włączyły się także stołeczne media, m.in. stołeczny dodatek „Gazety Wyborczej“.